# ラッバーン・バール・サウマ

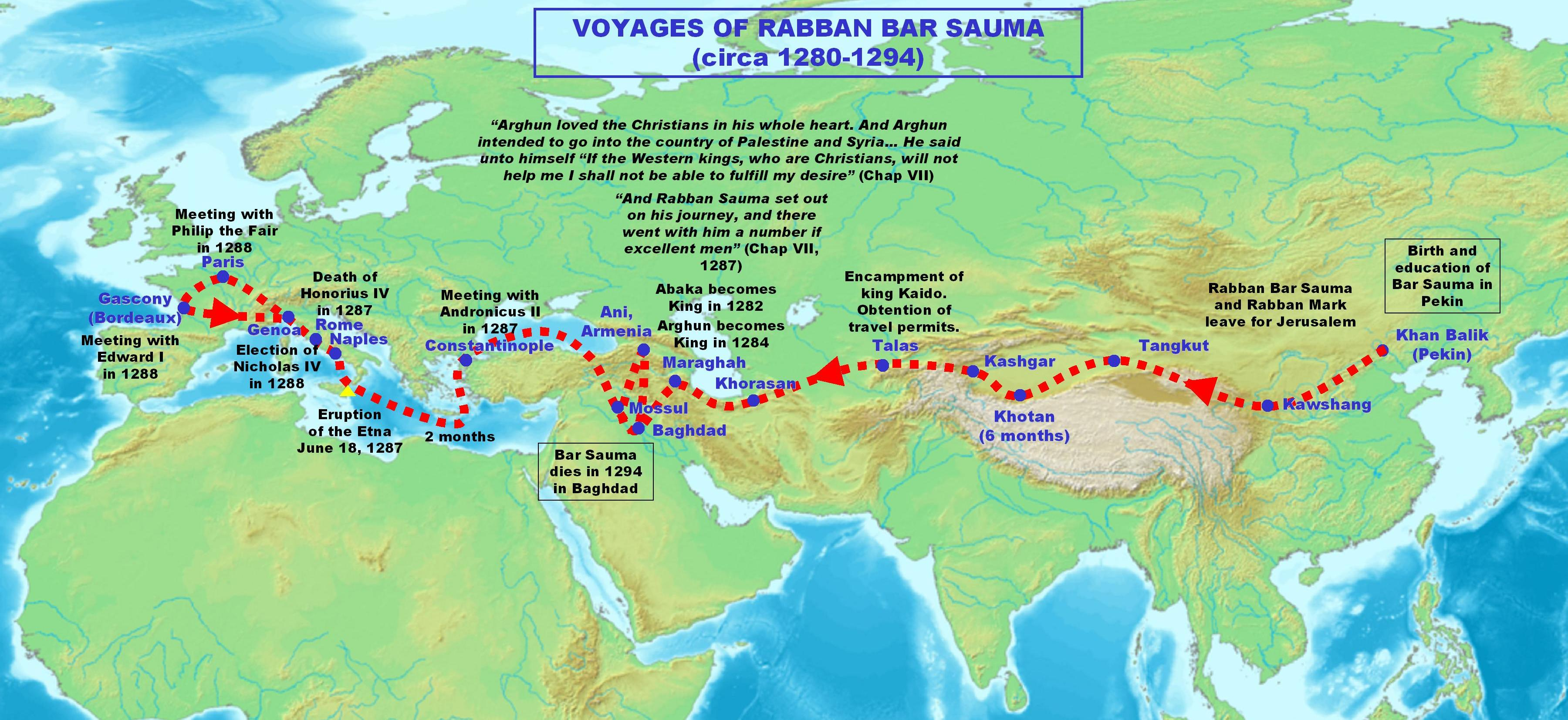
ラッバン・バール・サウマの辿った経路。大都を出発してパリ、ボルドーに至り、道中で多くの君主と面会した。

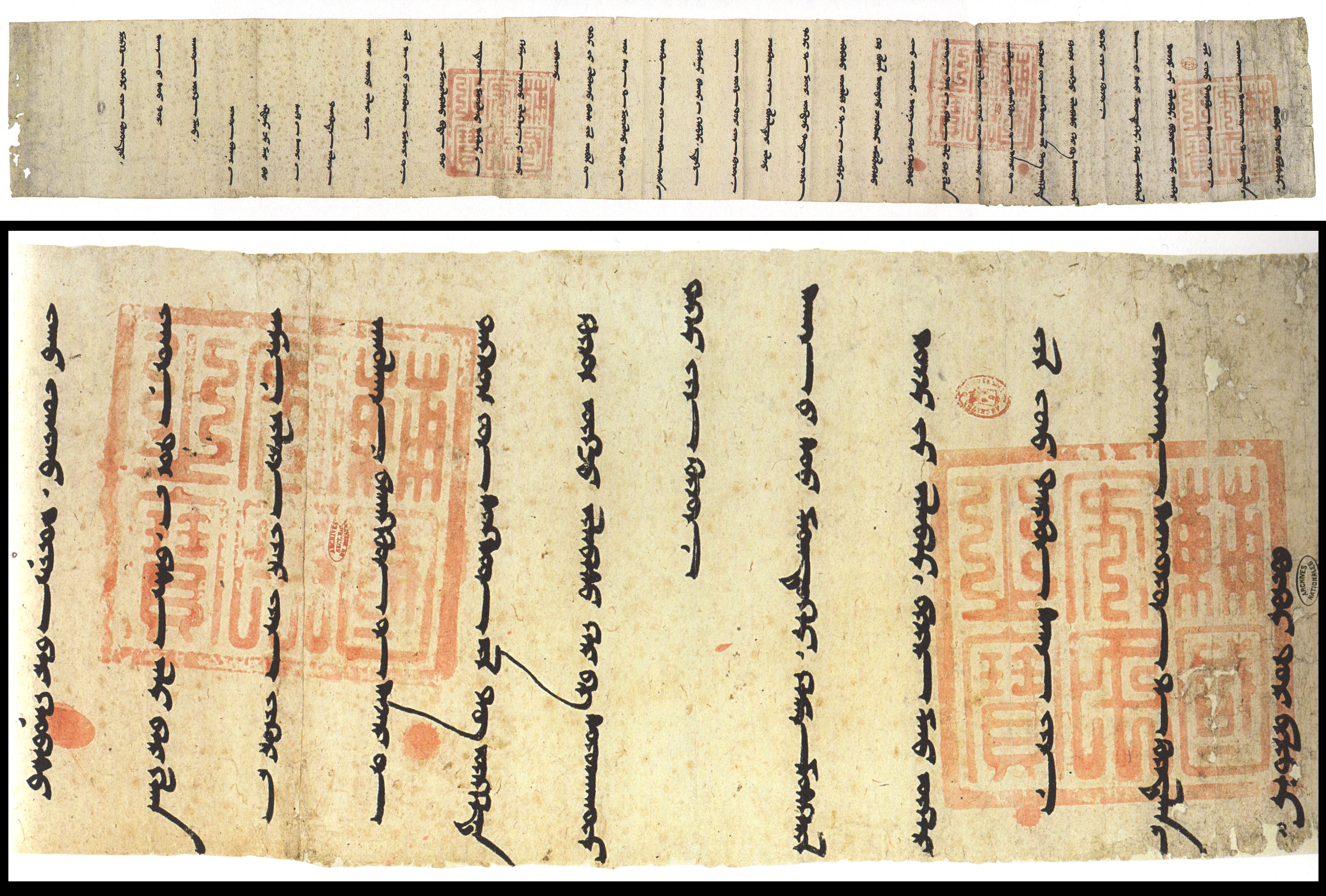
アルグンからフランス王フィリップ4世に送られた、モンゴル文字で書かれた親書の抜粋。1289年の日付が記載されており、サウマについても言及されている。モンゴル帝国の大ハーン・クビライから与えられた「輔国安民之宝」の印璽も添えられている。（フランス国立中央文書館所蔵）

ラッバーン・バール・サウマ（シリア語：ܪܒܢ ܒܪ ܨܘܡܐ, Rabban Bar Sauma, 1220年代 - 1294年1月10日）は、13世紀のウイグル（もしくはオングト）出身のネストリウス派キリスト教（景教）の僧侶。モンゴル人の国家であるイルハン朝の外交使節として、ヨーロッパに派遣された。漢文史料では拉賓掃務瑪と表記される。
弟子の一人であるラッバーン・マルコス（後のネストリウス派の総主教マール・ヤバラーハー3世）とともに、元朝からエルサレムへの巡礼の旅にしたことで知られる。エルサレムへの巡礼は叶わなかったが、イルハン朝の外交使節としてヨーロッパへ派遣された。彼は多くのヨーロッパの君主に加えてローマ教皇とも面会し、モンゴルとヨーロッパのキリスト教国との同盟を提案したが、成果を上げることはできなかった。

## 生涯

### 出自
バール・サウマは、元朝の首都である大都で生まれた。シリア正教会のバル・ヘブラエウスの年代記にはサウマはウイグル人と書かれ、中国の史料にはモンゴル系遊牧民のオングトの出身と記録されている。
ウイグル族の名門の出身である父のシバン（昔班）は大都の崇福司（キリスト教徒を管轄する役所）で監察官を務め、母のケヤムタは景教を信仰していた。シバンとケヤムタには長い間子供が生まれず、断食祈祷の後に生まれた子供に、彼らは「斎戒の子」を意味する「バール・サウマ」という名を付けた。

### 聖地巡礼まで
サウマは聖職者より景教の教義を学び、20歳（もしくは23歳）のときに出家僧となる。大都の大主教マール・ゲオルギウスから剃髪式を受けた後、7年の間独房に籠り、さらにその後に房山県の洞窟に移り住んだ。人里離れた洞窟で信仰に身を奉げるサウマの評価は各地に広がり、名声を聞き及んだ人々は洞窟に集まって彼の説法に耳を傾けた。後にサウマは洞窟を訪れたオングトの青年マルコスを弟子にとり、マルコスと共に禁欲的な宗教生活を送った。
やがてマルコスはエルサレムへの巡礼を熱望するようになる。最初サウマはマルコスに道中の苦難を諭して巡礼を諦めさせようとしたが、ついに熱意にほだされて聖地巡礼を決意し、サウマはマルコスと共にエルサレムへの巡礼に出立する。
1275年から1277年ごろの間に2人はマルコスの故郷である東城（現在のフフホト市）に着き、オングト王家のクン・ブカとアイ・ブカの歓待を受けた。2人はクン・ブカとアイ・ブカから乗馬と路銀を受け取り、東城の景教徒に見送られながら西方に旅立った。サウマとマルコスの巡礼はクビライの知るところでもあり、2人はクビライから勅令（ジャルリグ）と通行証であるパイザが与えられたと考えられている。

### イルハン朝への到着

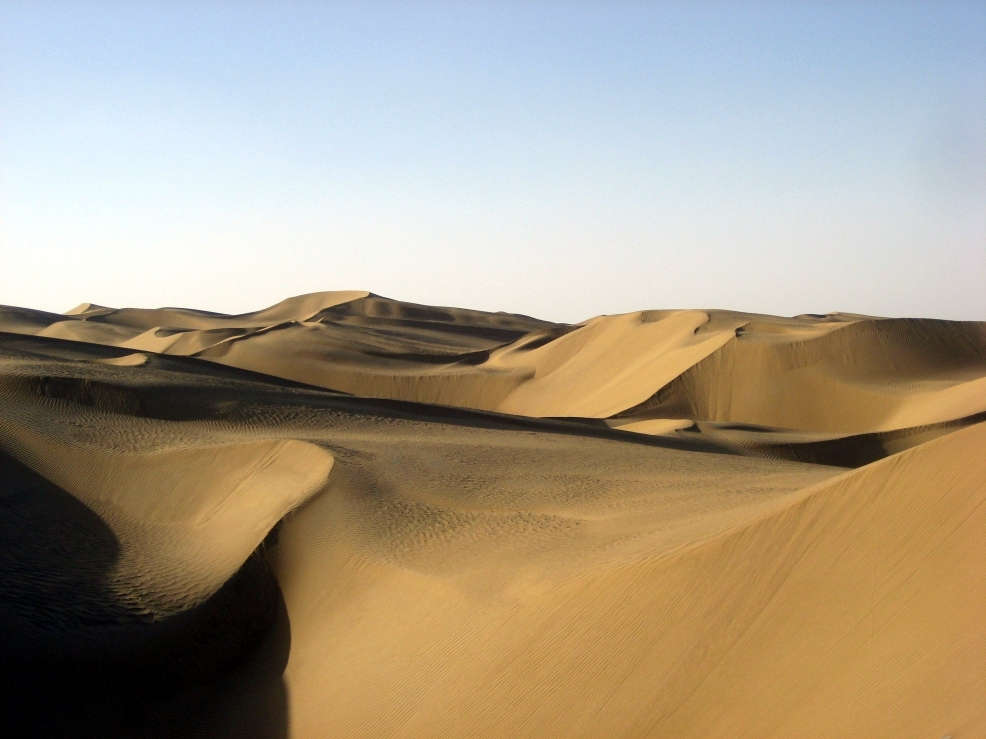
タクラマカン砂漠

サウマとマルコスが旅立った当時、中央アジアでは元軍とオゴデイ家のカイドゥの抗争が起きていた。西方に至る経路の一つである西域北道はカイドゥの支配領域に含まれていたと思われ、彼らは東城から南下し、河西回廊に進んだ。2人は13世紀初頭に滅亡した西夏の故地・夏州を経由して沙州（現在の敦煌市）に到着し、沙州の景教徒のもとで準備を整えて、タクラマカン砂漠の横断に乗り出す。
彼らは水の補給に苦しみながらも、崑崙山脈北麓のチャルクリクのオアシスを経由して、2か月かけてロトン（ホータン）に到着した。ところがホータンはグユクの長子ホク略奪を受けて荒廃しており、ホータンの次に到着したカシュガルも元軍とカイドゥの戦闘で荒廃していた。カシュガルの景教徒から援助とサマルカンドの府大主教への紹介状を受け取り、カイドゥから通行許可証を受け取って道中の安全を確保するために、カイドゥがオルドを置いていたタラスに向かう。タラスでカイドゥからもてなしを受けるが、2人がカイドゥから特許状を与えられたかどうかは定かではなく（あるいは、特許状が実効を持っていなかったためか）、ホラーサーン地方に入った後に数度の盗賊の襲撃に遭う。
2人は所持金と荷物を盗賊たちに奪われながらもホラーサーンの都市トゥースに着き、トゥース郊外のマール・シーオン修道院で現地の僧侶から歓迎を受けた。彼らはネストリウス派の総主教（en:Church of the East）マール・デンハから祝福を受けるため、ネストリウス派の総主教庁が置かれていたバグダードを目指して出発した。バグダードへの道中、アゼルバイジャンの中心都市マラーガに到着したとき、彼らはたまたまマラーガを訪れていたマール・デンハと面会することができた。マール・デンハはバグダードへ向かう彼らのために、東方の主教たちへの紹介状を書き、案内役を随行させた。

### エルサレム巡礼の断念

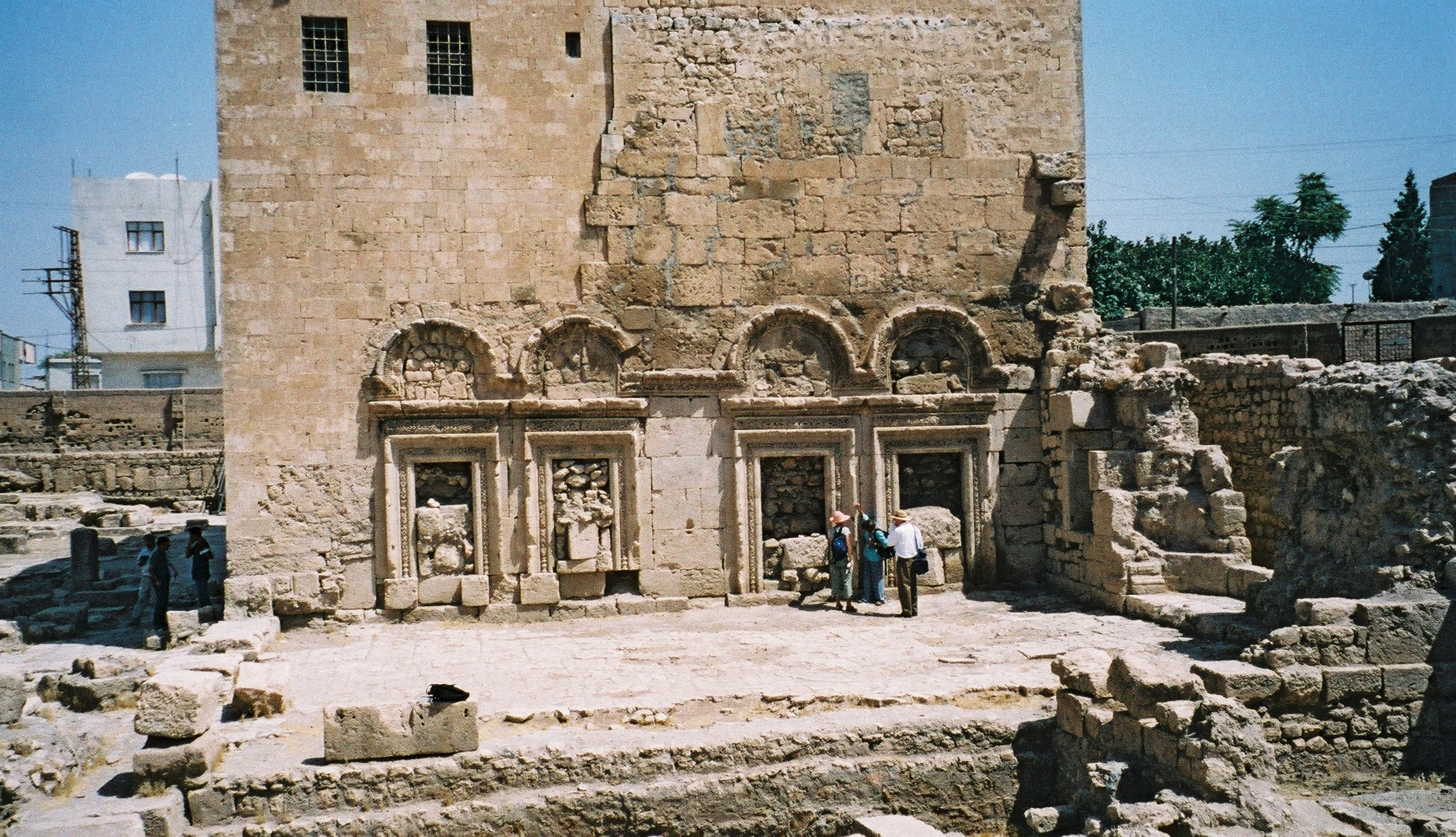
ニシビスの聖ヤコブ教会

バグダードに到着した後、2人はメソポタミアの都市を見聞し、各地の景教寺院や修道院を訪問した。
- 預言者エゼキエルの墓（en:Ezekiel's Tomb）
- アルビール
- モースル
- ニシビス（英語版）

メソポタミアの都市を訪問した2人は東に引き返し、モースル近郊のタリルの聖ミカエル修道院に落ち着いた。しばらくの間、彼らは聖ミカエル修道院の僧房で生活するが、マール・デンハの要請を受けて、イルハン朝のハン（君主）・アバカの元へ赴いた。アバカから受け取ったマール・デンハの法王の地位の承認状を使者に託した後、彼らはアバカの親書を携えて改めてエルサレムに向おうとするが、巡礼の旅は困難を極める。当時のシリア北部は治安が極めて悪いために陸路でエルサレムに到達できる状態ではなく、黒海方面から海路でエルサレムに向おうとした。アルメニアのアニを経由してグルジア王国に入るが、 盗賊が多く出没するため通行が不可能な状態であり、黒海沿岸部の港に到達することはできなかった。
バグダードに戻った2人はマール・デンハの歓迎を受けるとともに、多くの聖地と聖遺物を礼拝したことはエルサレム巡礼と並ぶ価値があると諭され、エルサレム巡礼を断念した。そして、1279年にサウマは巡回総管大主教、「ヤバラーハー」の名前を与えられたマルコスは中国北部の大主教の職に任命された。マール・デンハは彼らを元へ使者として送ろうとするが、道中で起きた元軍とカイドゥ軍の戦闘が出発できず、彼らは2年の間聖ミカエル修道院に留まった。

### アルグン・ハンの登位
1281年にマール・デンハが没すると、後任の総主教にヤバラーハーが選ばれた。1282年にアバカが没し、イスラム教徒であるアバカの弟アフマド・テグデルがイルハン朝のハンに即位すると、イルハン朝でネストリウス派の弾圧が行われる。サウマとヤバラーハーは政敵から讒言を受け、40日超の間、宮廷内に監禁される。アバカの子アルグンがテグデルを討ってハンに即位すると、イルハン朝内のネストリウス派信者はアルグンの即位を喜び、サウマとヤバラーハーらネストリウス派の高僧はアルグンの元を訪れ即位を祝福した。
新たにハンに即位したアルグンはエジプト、シリアを支配するマムルーク朝との戦争に際して、西欧のキリスト教国との連携を考えていた。使者の推薦を求められたヤバラーハーは知見と言語力に優れた人物としてサウマを推薦し、アルグンもサウマの推薦に賛同した。

### ヨーロッパへの使者として

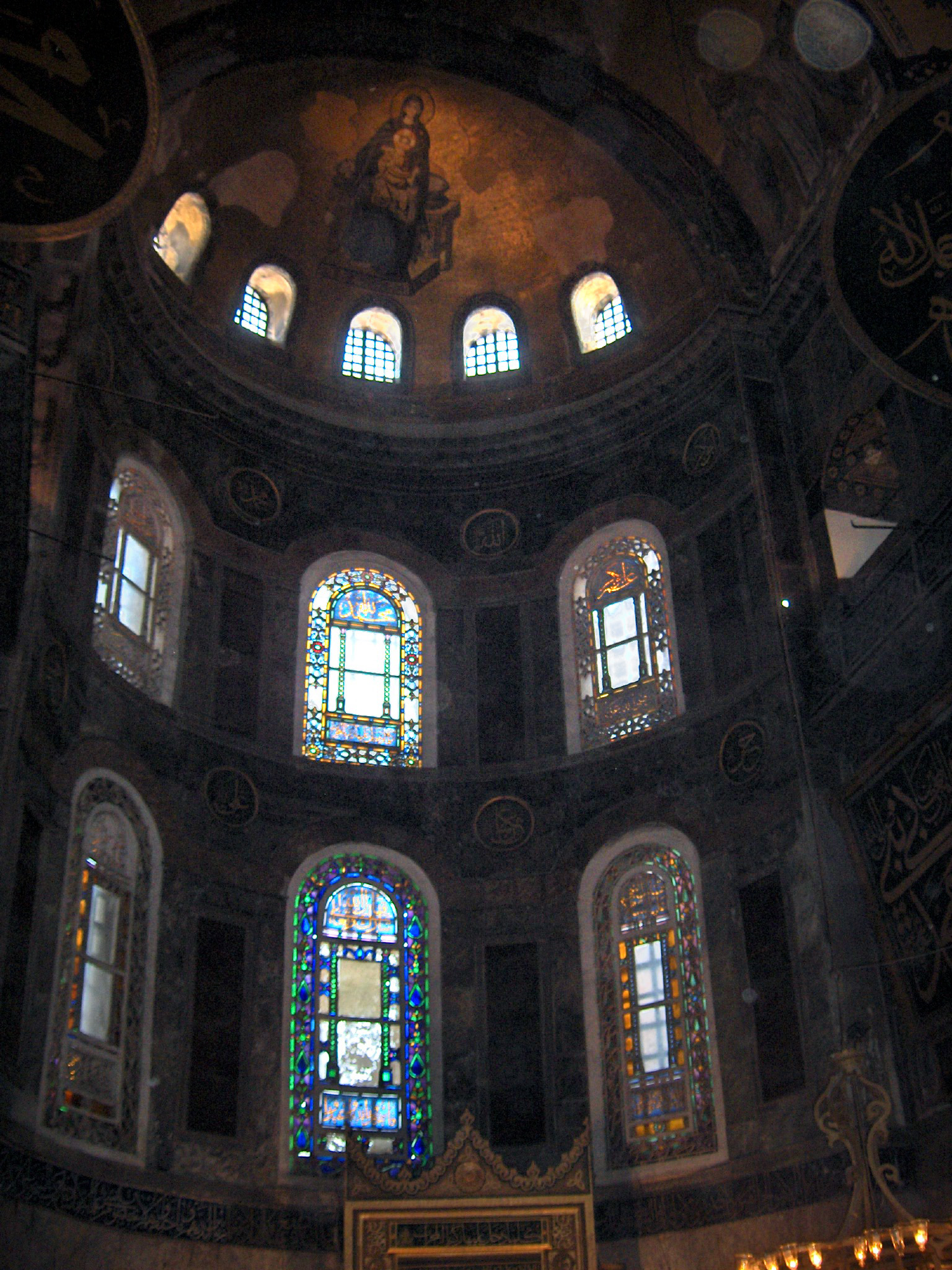
現在のハギア・ソフィア大聖堂の内観

サウマはアルグンの親書と贈物を携え、1287年に東ローマ帝国の皇帝、ローマ教皇、西欧の国王の元へ旅立つ。この時サウマに同行した人物はモンゴル人貴族のサバディン（サバデナス）、ジェノヴァの銀行家の一員だったトマス・アンフーズ、通訳のイタリア人ウゲト（ウグェット）らがおり、トーマスとウゲトは1285年にイルハン朝からバチカンに派遣された使節団に加わっていた。
サウマは付添いの司祭と30頭の馬を連れてトレビゾンド帝国が支配する黒海南岸部に至り、海路でコンスタンティノープルに向かった。コンスタンティノープルで東ローマ皇帝アンドロニコス2世から歓迎を受け、またサウマはコンスタンティノープル滞在中にハギア・ソフィア大聖堂（アヤ・ソフィア）などの寺院や聖遺物を見学した。コンスタンティノープルを発ったサウマたちは再び船に乗り、海路でイタリアに向かう。
1287年6月18日に一行がシチリア島を通過した際、彼らは火山（エトナ火山あるいはストロンボリ島）の噴火を目撃した。火山の噴火を目撃した数日後にシチリア晩祷戦争の渦中にあるナポリに到着し、ナポリ王カルロ2世と面会した。サウマはナポリ滞在中、1287年6月23日から翌24日にかけてソレント湾でのナポリ王国とアラゴン王国の海戦を目撃し（伯爵の戦い）、アラゴン軍の勝利とナポリ軍が12,000の兵士を失ったことを書き留める。

### 西欧へ

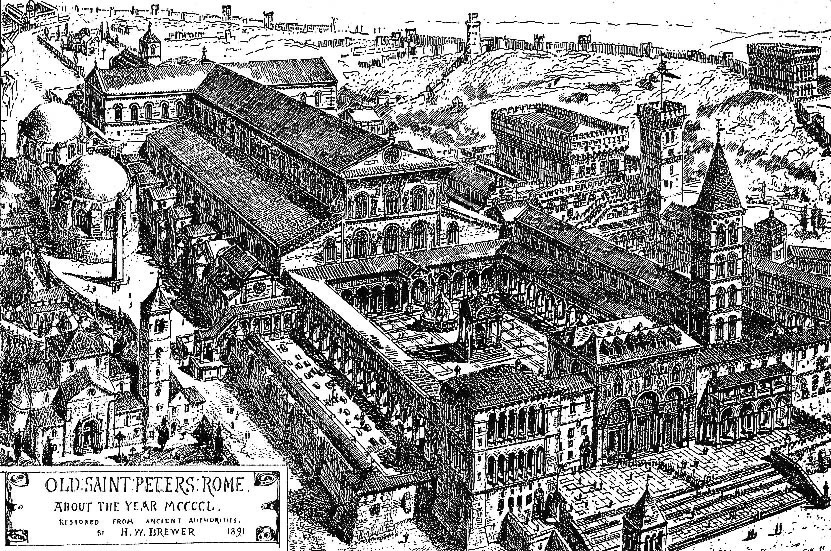
旧サン・ピエトロ大聖堂

サウマたちはナポリからローマに向かうが、教皇ホノリウス4世は4月3日に没しており、次の教皇はまだ選出されていなかった。代わりにサン・ピエトロ大聖堂で枢機卿たちと面会し、ここで枢機卿たちから多くの質問を受けた。サウマはネストリウス派の総本山、自らの地位、モンゴル帝国におけるキリスト教の位置付け、ネストリウス派の教義について淀みなく返答し、枢機卿たちを驚かせた。サウマはサン・パオロ・フオーリ・レ・ムーラ大聖堂、サンタ・マリア・マッジョーレ大聖堂などのローマ内の寺院、聖遺物を礼拝したが、軍事同盟についての明確な返答は得られなかった。
ローマを出発したサウマたちはトスカーナを経由してジェノヴァ共和国を訪れ、ドージェ（統領）をはじめとするジェノヴァ市民から歓迎を受けた。この時にサウマはジェノヴァで実施されている選挙制に驚きと関心を示した。ジェノヴァを出た一行は北に進み、ロンバルディア地方からアルプス山脈を越えてパリを目指した。
パリに到着した一行は、フランス王フィリップ4世から盛大な歓迎を受ける。パリの宮殿が一行の宿舎として提供され、フィリップ4世から多くの贈物を受け取った。サウマはパリ内の寺院、聖遺骨を見学し、第4回十字軍の際にフランスがコンスタンティノープルから持ち帰った聖遺物をフィリップ4世から披露される。フィリップ4世から返礼の使節の派遣が約束され、金品と衣服が送られた。
当時フランス南西部のガスコーニュ地方はイングランド王国の支配下にあり、サウマはイングランド王エドワード1世が滞在していたガスコーニュの中心都市ボルドーに向かう。一行はパリを出て20日間の旅の後にボルドーに到着し、エドワード1世とボルドー市民から歓待を受けた。サウマはエドワード1世の要望に応じて、ネストリウス派の方式に従った聖餐を行った。エドワード1世はイルハン朝に対して好意的な態度を示したうえで、一向に贈物と路銀を与えたが、同盟の締結に対しての返答は無かった。
ボルドーからジェノヴァに引き換えした一行は、1287年から1288年にかけての冬の時期をジェノヴァの著名な資産家の下で過ごした。サウマはジェノヴァで、ドイツからの帰国の途にあったローマ教会の巡回大司教と対面し、新教皇の選出を待ち望んでいることを伝えた。巡回大司教はローマに戻り、新たに選出された教皇ニコラウス4世（巡回大司教がローマに帰国する前、1288年2月20日にニコラウス4世が新教皇に選出されていた）にサウマのことを報告し、ニコラウス4世はサウマをローマに招いた。
15日の旅の後に一行はローマに着き、サウマは教皇から手厚い歓迎を受けた。サウマたちはバチカン滞在中に復活祭にまつわる式典を見学、そして時には式典に参列した。ニコラウス4世からサウマとヤバラーハーに贈物が渡され、ニコラウス4世はヤバラーハーをネストリウス派の総主教、サウマを巡回大主教に任命した。さらに旅費とアルグンへの贈物、聖遺物が進呈され、ニコラウス4世はサウマを抱擁して接吻し、別れを告げた。サウマは教皇からの祝福に感謝するが、使節の目的である軍事同盟に関する回答は得られなかった。
1288年にサウマ一行は地中海とコンスタンティノープルを経てバグダードに帰国し、ヨーロッパの君主たちから託された多くの書簡と贈物を持ち帰った。

### 晩年
1291年にアルグンが没してアルグンの弟ガイハトゥがイルハン朝のハンに即位した後、サウマはマラーガに景教寺院を建立する旨をガイハトゥに願い出る。サウマの願い出は受け入れられ、1293年にマラーガに聖マーリおよび聖ゲオルギオス記念寺院が完成した。寺院の落成後はバグダードでヤバラーハーを補佐し、1294年1月10日に没した。

## 影響
バール・サウマはヨーロッパ行の目的である軍事同盟の締結を果たせないままバグダードに帰国したが、モンゴル帝国とヨーロッパ世界の交流においては重大な役割を演じたと言える。
ローマ教会はサウマとニコラウス4世の対面後、ジョヴァンニ・ダ・モンテコルヴィーノの使節団を中国に派遣した。東方問題に強い関心を持っていたニコラウス4世にとって、サウマがローマにもたらした東方世界の情報は教皇にとって有用なものだった。モンテコルヴィーノたちの派遣の一因にはサウマからの勧めもあり、東西の伝道活動の仲介役を務めたサウマは文化史の面でも大きな役割を果たした。

## 伝記
バール・サウマの伝記は、シリア語で書かれた書籍『マール・ヤバラーハー3世の歴史』の中で、ヤバラーハー3世の伝記と共に記されている。伝記は1317年以後にシリア人の聖職者によって書かれたものであり、著者は不明であるが、サウマとヤバラーハーと交流のあった人物と考えられている。西欧の紀文についてはサウマ本人の著述を元にしていると思われ、同時代の史料と比較しても信用性は高い。
時代が下って19世紀に入ると、ヨーロッパで『マール・ヤバラーハー3世の歴史』の訳本が出版される。1887年にクルディスタンで伝道活動を行っていたフランス人サロモンが発見した、現地のネストリウス派キリスト教徒の青年が読んでいた写本が、ヨーロッパで出版された本の基となる。1888年にフランスの神父ベジャンがパリで写本を出版し、1895年にアベ・シャボーがフランス語訳版を出版した。1928年にはイギリスのウォーリス・バッジが『マール・ヤバラーハー3世の歴史』をシリア語から英訳したThe Monks of Kublai Khanがロンドンで出版された。写本はロシア語訳本のほかに、日本では1932年に佐伯好郎によって、バッジの英訳本を基にした邦訳本が出版された。しかし、バッジが訳したシリア語版の伝記は、原本であるペルシア語の伝記を参照しておらず、多くの箇所が省略されており、ダイジェスト版とも言えるものである。